# Jestřábí (Černá v Pošumaví)
Jestřábí (něm. Habichau) je rekreační oblast na pravém břehu vodní nádrže Lipno, na území vsi Bližná, která je částí obce Černá v Pošumaví v okrese Český Krumlov.

## Historie
Byl zde schwarzenberský hospodářský (poplužní) dvůr a několik osamocených stavení. V roce 1927 byl dvůr v rámci pozemkové reformy vyvlastněn, stal se majetkem Státního pozemkového úřadu v Praze. Získala jej rodina Jiřího Adamovitsche. V roce 1948 byl dvůr opět vyvlastněn a začaly na něm hospodařit Státní statky.  V roce 1958 původní Jestřábí v důsledku vzedmutí hladiny Vltavy vodní nádrží Lipno částečně zaniklo a postupně zde vznikla rekreační oblast. Ze statku se stal později hotel.